# Lluís Maria Milà i Sagnier
Lluís M. Mila Sagnier (Esplugues de Llobregat, 1928) és un dissenyador català.
Encara que no té una formació específica com a dissenyador, inicia el seu contacte amb aquesta disciplina als anys seixanta del segle passat col·laborant amb l'empresa Gres. Per aquesta editora i botiga va realitzar la taula Guils o un pom (1975). El 1984 funda, amb el seu germà Leopoldo Milà i Sagnier, l'empresa DAE dedicada, principalment, a la producció de mobiliari urbà. Des d'aleshores ha posat en marxa diverses instal·lacions d'energia solar per a aigua sanitària i ha dissenyat, en col·laboració amb Leopoldo Milà, com el fanal Solar.